# Renal Ganeyev
Renal Ramilevich Ganeyev (en russe : Реналь Рамилевич Ганеев, né le 13 janvier 1985 à Oufa) est un escrimeur russe, qui a remporté la médaille de bronze en équipes lors des Jeux olympiques de 2004 à Athènes. Il a également remporté une médaille de bronze, toujours en équipes, lors des Championnats du monde d'escrime 2009. En Championnats d'Europe d'escrime, il possède une médaille en individuelle en 2004 et de bronze en 2010 et deux d'argent en compétition en équipes en 2007 et 2010.
En 2003, il remporte le titre du fleuret lors des Championnats du monde d'escrime juniors.